# Mirosław Ćwikła
Mirosław Ćwikła (ur. 16 lutego 1954) – polski żużlowiec.
Wychowanek Stali Gorzów Wielkopolski. Reprezentował barwy Stali w sezonach 1972-1977. Z gorzowskim klubem wywalczył 4 złote medale (1973, 1975, 1976, 1977) i 1 srebrny (1974) Drużynowych Mistrzostw Polski. W sezonie 1978 został wypożyczony do Sparty Wrocław. W latach 1979–1985 jeździł w Ostrovii Ostrów.